# 岡山県道306号賀陽種井線
岡山県道306号賀陽種井線（おかやまけんどう306ごう かようたねいせん）は、岡山県加賀郡吉備中央町から総社市に至る一般県道である。

## 概要
加賀郡吉備中央町西と総社市種井を結ぶ。

### 路線データ
- 起点：加賀郡吉備中央町西（岡山県道57号総社賀陽線交点、岡山県道78号長屋賀陽線終点）
- 終点：総社市種井（国道180号交点）
- 総延長：11.4 km

## 歴史
- 1979年（昭和54年）1月5日 - 岡山県告示第8号により認定される。

前身は岡山県道306号湯山昭和線。岡山県道57号総社湯山線（1982年（昭和57年）9月24日岡山県告示第849号により岡山県道57号総社賀陽線に改称）に移行しなかった部分が本路線に移行した。
- 2004年10月1日 - 上房郡賀陽町と御津郡加茂川町が対等合併して加賀郡吉備中央町が発足したことに伴い起点の地名表記が変更される（上房郡賀陽町西 → 加賀郡吉備中央町西）。

## 地理

### 通過する自治体
- 岡山県
  - 加賀郡吉備中央町 - 総社市

### 交差する道路
| 交差する道路                                  | 市町村名 | 市町村名   | 交差する場所 | 交差する場所 |
| --------------------------------------------- | -------- | ---------- | ------------ | ------------ |
| 岡山県道57号総社賀陽線 岡山県道78号長屋賀陽線 | 加賀郡   | 吉備中央町 | 西           | 起点         |
| 国道180号                                     | 総社市   | 総社市     | 種井         | 終点         |

### 交差する鉄道
- 伯備線

### 沿線
- 吉備高原カントリークラブ
- 高梁川